# Ein Zimmer mit Ausblick
Ein Zimmer mit Ausblick ist eine siebenteilige von der DEFA produzierte Serie des DDR-Fernsehens aus dem Jahr 1978.

## Handlung
Die Serie erzählt das Leben von Jette, die als Waisenkind bei ihrer Großmutter, Frau König, lebt. Da Jette nicht weiß, dass sie ein Waisenkind ist, sieht sie in dem ehemaligen Seemann der Volksmarine Martin Kirst, der in dem Haus als Untermieter einzieht, ihren Vater. Das widerstrebt ihrer Großmutter, die versucht, den Untermieter wieder loszuwerden. In der Aufregung erleidet sie einen Herzanfall und muss ins Krankenhaus, so dass sich Martin Kirst um das kleine Mädchen kümmern muss.

## Episodenübersicht
- 1. Der neue Untermieter
- 2. Heirat nicht eingeplant
- 3. Liebe im Spiel
- 4. In bester Absicht
- 5. Mein Kumpel Heinrich
- 6. Die Reise nach Polen
- 7. Der Bilderbrief